# Mølin (Viðoy)
Mølin è una montagna alta 511 metri sul mare situata sull'isola di Viðoy, nell'arcipelago delle Isole Fær Øer, in Danimarca.